# Homalium panayanum
Homalium panayanum är en videväxtart som beskrevs av F.-villar. Homalium panayanum ingår i släktet Homalium och familjen videväxter. Inga underarter finns listade i Catalogue of Life.